# Sou Abadi
Pour les articles homonymes, voir Abadi.
Sou Abadi, née en Iran, est une réalisatrice et monteuse française d'origine iranienne.

## Biographie
Sou Abadi est née en Iran, où elle passe son enfance. Elle quitte l'Iran lorsqu'elle est adolescente, quelques années après la révolution islamique, et étudie en France.
Elle commence une carrière dans le montage dans les années 1990, travaillant comme assistante sur des longs métrages comme Himalaya : L'Enfance d'un chef, L'année Juliette, et La Nouvelle Ève, et montant des documentaires et des courts métrages. Elle remporte plusieurs récompenses pour son travail de montage, notamment pour le court métrage Bhaï-bhaï en 2005.
Au début des années 2000, elle retourne en Iran pour filmer le documentaire SOS à Téhéran. Dans ce film, elle s'intéresse à la situation des femmes sous la république islamique d'Iran. Sou Abadi reçoit plusieurs prix et une version courte est diffusée sur France 5 et la BBC. Malgré le succès de ce documentaire tourné en cinéma-vérité, elle rencontre de nombreuses difficultés pour financer d'autres projets. Elle consacre notamment cinq ans à travailler sur un projet de documentaire sur un ancien espion israélien travaillant pour l'URSS, mais le film n'aboutit pas. Elle décide donc d'abandonner le documentaire et entame l'écriture d'une comédie de travestissement dans la lignée des classiques du cinéma américain, comme Certains l'aiment chaud,.
Ce premier long métrage de fiction, intitulé Cherchez la femme, sort en 2017. Il s'agit d'une comédie politique dans laquelle un jeune Français d'origine iranienne se fait passer pour une femme voilée afin de voir sa petite amie séquestrée par son frère radicalisé. L'idée s'inspire d'anecdotes de certains réfugiés Afghans se faisant passer pour femmes en utilisant des burqas sous les Talibans et d'autres, racontées par les dignitaires du pouvoir iranien.   

## Filmographie

### Comme réalisatrice-scénariste
- 2002 : SOS à Téhéran (SOS Tehran) (documentaire)
- 2017 : Cherchez la femme

### Comme monteuse
- 1994 : Abbas Kiarostami, vérités et songes (documentaire) de Jean-Pierre Limosin
- 1995 : Un douze (court métrage) de Nicolas Koretzky
- 1997 : Le Voleur de diagonale (court métrage) de Jean Darrigol
- 1999 : Lettre à Emma (documentaire) de Joseph Simas
- 2002 : SOS à Téhéran (SOS Tehran) (documentaire) d'elle-même
- 2004 : Tabous de Mitra Farahani et Iraj Mirza
- 2005 : Bhaï-bhaï (court métrage) d'Olivier Klein
- 2008 : Les Transsexuels en Iran (documentaire) de Tanaz Eshaghian (en)
- 2013 : L'Escale (documentaire) de Kaveh Bakhtiari

### Comme assistante monteuse
- 1995 : L'Année Juliette de Philippe Le Guay
- 1996 : La Méprise (court métrage) de François Sculier
- 1999 : Himalaya : L'Enfance d'un chef d'Éric Valli
- 1999 : La Nouvelle Ève de Catherine Corsini

## Distinctions

### Récompenses
- Images en bibliothèques (Paris) 2001 : soutien de la Commission nationale de sélection des médiathèques pour SOS à Téhéran
- Festival international du film indépendant de Bruxelles (en) 2002 : Prix du meilleur documentaire pour SOS à Téhéran
- Lutins du court métrage 2006 : meilleur montage pour Bhaï bhaï
- Festival méditerranéen des nouveaux réalisateurs de Larissa 2006 : meilleur montage pour Bhaï-bhaï
- Biografilm Festival (it) 2017 : Prix du public Biografilm Europa pour Cherchez la femme
- Festival international du film francophone de Tübingen/Stuttgart 2017 : Prix du public et Prix du jeune jury pour Cherchez la femme
- Festival du film francophone de Slovaquie 2018 : Prix du public pour Cherchez la femme
- Festival du film français de Sacramento 2018 : Prix du Public pour Cherchez la femme
- Migranti Film Festival 2018 (Italie) : Prix de la meilleure comédie pour Cherchez la femme
- Prix SACD 2018 : Prix Nouveau Talent Cinéma

### Nominations et sélections
- Festival Traces de vies de Vic-le-Comte 2002 : sélection pour SOS à Téhéran
- Fipatel de Biarritz 2002 : sélection pour SOS à Téhéran
- Festival des films du monde de Montréal 2002 : sélection pour SOS à Téhéran
- Festival international du film documentaire d'Amsterdam 2002 : sélection pour SOS à Téhéran
- Festival du film de Hambourg 2017 : en compétition pour Cherchez la femme